# Московские ярмарки
«Московские ярмарки» — государственное бюджетное учреждение города Москвы; находится в ведомственном подчинении Департамента торговли и услуг города Москвы.

## История
На основании распоряжения Правительства Москвы от 23.12.2015 № 758-РП "Об изменении ведомственного подчинения Государственного бюджетного учреждения культуры города Москвы «Московский городской центр реализации фестивальных и конкурсных программ» в целях обеспечения реализации функций органа исполнительной власти в сфере организации и проведения ярмарочных мероприятий в городе Москве с 20 января 2016 года (постановление Правительства Москвы от 20.01.2016 № 6-ПП); осуществляет координацию проведения и обеспечение мероприятий по организации ярмарочных мероприятий в городе Москве.

## Объекты по территории Москвы
| Адрес                                  | Район                           | Станция метро            | L от метро |
| -------------------------------------- | ------------------------------- | ------------------------ | ---------- |
| Академика Скрябина, вл4                | Рязанский район                 | Рязанский проспект       | 0.223 км   |
| Алтуфьевское шоссе, вл30г              | Отрадное район                  | Отрадное                 | 1.259 км   |
| Бакунинская, вл24                      | Басманный район                 | Бауманская               | 0.307 км   |
| Барвихинская, вл6                      | Можайский район                 |                          |            |
| Бескудниковский бульвар, вл59          | Бескудниковский район           |                          |            |
| Большой Николопесковский переулок, вл8 | Арбат район                     | Смоленская               | 0.567 км   |
| Булатниковский проезд, вл14д           | Бирюлёво Западное район         |                          |            |
| Ватутина, 18а                          | Фили-Давыдково район            | Кунцевская               | 1.046 км   |
| Волгоградский проспект, вл119          | Кузьминки район                 | Кузьминки                | 0.133 км   |
| Городецкая, вл1                        | Новокосино район                | Новокосино               | 0.138 км   |
| Дмитровское шоссе, вл133а              | Дмитровский район               |                          |            |
| Домодедовская, вл12                    | Орехово-Борисово Северное район | Орехово                  | 0.814 км   |
| Дубнинская, вл8а                       | Восточное Дегунино район        | Владыкино                | 1.969 км   |
| Зелёный проспект, вл2                  | Перово район                    | Перово                   | 1.341 км   |
| Кетчерская, 1д                         | Вешняки район                   | Новогиреево              | 0.878 км   |
| Ключевая, 5Б                           | Братеево район                  | Алма-Атинская            | 0.143 км   |
| Коптевский бульвар, 18а ст1            | Коптево район                   |                          |            |
| Костромская, вл20                      | Алтуфьевский район              | Бибирево                 | 0.107 км   |
| Липецкая, 46 ст1                       | Бирюлёво Восточное район        |                          |            |
| Матвеевская, вл2                       | Очаково-Матвеевское район       | Мичуринский проспект     | 1.442 км   |
| Милашенкова, 14 ст1                    | Бутырский район                 | Петровско-Разумовская    | 0.991 км   |
| Митинская, 56 ст2                      | Митино район                    | Пятницкое шоссе          | 0.162 км   |
| Михневская, вл9/1                      | Бирюлёво Восточное район        |                          |            |
| Нижняя Масловка, вл2                   | Савёловский район               | Савёловская              | 0.313 км   |
| Ореховый бульвар, вл24                 | Зябликово район                 | Зябликово                | 0.143 км   |
| Отрадная, вл16                         | Отрадное район                  | Отрадное                 | 1.028 км   |
| Перерва, вл52                          | Марьино район                   | Братиславская            | 0.453 км   |
| площадь Семёновская, 4а                | Соколиная Гора район            | Семёновская              | 0.161 км   |
| Полярная, вл10                         | Южное Медведково район          | Бабушкинская             | ~ 1.7 км   |
| проезд Берёзовой Рощи, вл3             | Хорошёвский район               | Полежаевская             | 0.919 км   |
| Пролетарский проспект, вл24            | Царицыно район                  | Кантемировская           | 0.366 км   |
| Профсоюзная, вл41                      | Черёмушки район                 | Новые Черёмушки          | 0.09 км    |
| Раменки, ст3                           | Раменки район                   | Мичуринский проспект     | 0.338 км   |
| Россошанский проезд, вл8 к2            | Чертаново Южное район           | Улица академика Янгеля   | 0.229 км   |
| Саляма Адиля, вл4                      | Хорошёво-Мнёвники район         |                          |            |
| Свободы, вл57                          | Южное Тушино район              | Сходненская              | 0.733 км   |
| Свободы, вл57                          | Южное Тушино район              | Сходненская              | 0.733 км   |
| Святоозёрская, вл1                     | Косино-Ухтомский район          |                          |            |
| Соколово-Мещерская, вл23               | Куркино район                   |                          |            |
| Сокольнический Вал, вл40               | район Сокольники                | Сокольники               | 0,800 км   |
| Старокачаловская, вл5                  | Северное Бутово район           | Бульвар Дмитрия Донского | 0.131 км   |
| Сущёвский Вал улица, 48                | Марьина Роща район              | Марьина роща             | 0.202 км   |
| Уральская, вл16                        | Гольяново район                 | Щёлковская               | 1.28 км    |
| Цюрупы, 28Б                            | Черёмушки район; Офис           | Новые Черёмушки          | 0.817 км   |
| Челябинская улица, вл15                | Ивановское район                |                          |            |
| Чоботовская, вл1                       | Ново-Переделкино район          |                          |            |
| Большая Черкизовская ул., вл125        | район Преображенское            | Черкизовская             | 0.030 км   |
| Южнобутовская, 50 к4а                  | Южное Бутово район              | Улица Горчакова          | 0.106 км   |
| Юных Ленинцев, вл52                    | Кузьминки район                 | Кузьминки                | 0.614 км   |
| Ярославское шоссе, вл111               | Ярославский район               |                          |            |

Также, компания «Московские Ярмарки» имеет своё представительство в Зеленограде.

## Критика
Отмечается засилье перекупщиков.